# Acatinga maia
Acatinga maia là một loài bọ cánh cứng thuộc họ Xén tóc. Loài này được Newman mô tả năm 1841.